# Ralph Sazio
Ralph Joseph Sazio (Avellino, 22 luglio 1922 – Burlington, 25 settembre 2008) è stato un giocatore di football americano, allenatore di football americano e dirigente sportivo italiano.

## Carriera
Nato ad Avellino iniziò a giocare nella Columbia High School di Maplewood nel New Jersey. Successivamente gioca per il College di William e Mary.
Nel 1948 gioca per i Brooklyn Dodgers nella All-America Football Conference. Gioca anche in Canada per gli Hamilton Tiger-Cats dove successivamente ricopre i ruoli di allenatore, direttore generale e presidente.
Dal 1981 al 1990 è stato presidente dei Toronto Argonauts.
Nel 1998 è stato inserito nella Canadian Football Hall of Fame.

## Palmarès

### Da giocatore
- 1 Grey Cup (1953)

### Da allenatore
- 4 Grey Cup (1957, 1963, 1965, 1967)